# Scandale des agressions sexuelles de l'université d'État de Pennsylvanie
Le scandale des agressions sexuelles de l'université d'État de Pennsylvanie est une affaire impliquant Jerry Sandusky, un ancien coach-assistant du club universitaire de football américain des Penn State Nittany Lions, qui fut accusé et condamné pour des abus sexuels sur mineurs.

## Enquête
Le scandale a éclaté en 2011 quand Sandusky a été accusé de 52 cas de violences sur des enfants. Celles-ci auraient commencé dans les années 1970, mais il n'a été jugé que pour celles commises entre 1994 et 2009.
Jerry Sandusky a notamment abusé d'une partie de ses victimes dans les installations de l'université d'État de Pennsylvanie. Il y attirait ses victimes à travers son organisation caritative The Second Mile, qui s'occupait de jeunes défavorisés.
Des officiels de l'université ont aussi été impliqués, car ils n'auraient pas rempli leurs obligations éthiques, morales et légales en rapportant les agressions. De plus, trois officiels scolaires ont été accusés de parjure et obstruction à la justice. Il leur a été reproché de ne pas avoir rapporté leurs soupçons de violences sexuelles sur mineurs : il s'agissait notamment du président de l'université, Graham Spanier, et du directeur sportif, Tim Curley. Peu de temps après le début du scandale, Joe Paterno, le coach légendaire de Penn State, est également renvoyé, car soupçonné de ne pas avoir signalé les violences aux autorités. Le conseil d'administration de Penn State charge Louis Freeh, ancien avocat, juge et directeur du FBI, de mener une enquête interne indépendante. Le rapport met en cause plusieurs personnalités haut placées au sein de l'université, dont Graham Spanier, Tim Curley et Joe Paterno. Le rapport lui-même est sujet à controverse, car essentiellement à charge.[pas clair]

## Procès
Le procès de Jerry Sandusky commence le 11 juin 2012, à Bellefonte,. Il plaide non coupable. Sur les 52 chefs d'accusation, 4 seulement sont abandonnés, les 48 autres sont maintenus. Le 22 juin 2012, Sandusky est condamné sur 45 chefs d'accusation dont violences sexuelles sur mineurs. Il est condamné le 9 octobre 2012 à une peine de 30 à 60 ans de prison.

## Sanctions sportives
Le 23 juillet 2012, la NCAA inflige une amende de 60 millions de dollars à Penn State, ainsi que des restrictions portant sur les bourses sportives et 4 ans d'interdiction de participer aux bowls. La Big Ten Conference inflige une amende supplémentaire de 13 millions de dollars à l'université d'État de Pennsylvanie. Enfin, les victoires remportées par les Nittany Lions entre 1998 et 2011 sont annulées. En 2014, la NCAA annule les sanctions sur les bourses sportives et restaure les victoires de Penn State.